# Maria Ploae
Maria Ploae (n. 19 februarie 1951, Dealu Perjului, România) este actriță română de film, radio, teatru, televiziune și voce.

## Scurtă biografie
Încă din anii de liceu, a început să urmeze cursurile Școlii Populare de Artă din București, sub îndrumarea Mariei Potra și a lui Pavel Stratilat, activând în același timp, alături de fratele său, la Casa de cultură "Eliad".
Maria Ploae a absolvit IATC în 1975, la clasa profesorilor Octavian Cotescu și Ovidiu Schumacher. A fost colegă de grupă cu Dan Condurache și Horațiu Mălăele, respectiv de generație cu Vlad Rădescu, Radu Gheorghe, Ion Chelaru, Mircea Constantinescu, Șerban Celea. Studentă fiind, în 1974, debutează cinematografic în filmul Muntele ascuns, în regia lui  Andrei Cătălin Băleanu.

## Distincții
Actrița Maria Ploae a fost decorată la 13 decembrie 2002 cu Ordinul național Pentru Merit în grad de Cavaler, alături de alți actori, „pentru devotamentul și harul artistic puse în slujba teatrului românesc, cu prilejul împlinirii unui veac și jumătate de existență a Teatrului Național din București”.

## Viață personală
Este căsătorită cu regizorul de film Nicolae Mărgineanu. Fata lor, Ana, a devenit o apreciată regizoare de teatru, fiica Oana Maria precum și fiul lor, Nicolae jr., fiind actori.

## Filmografie
- Frații Jderi (1974) - țărancă
- Un comisar acuză (1974)
- Muntele ascuns (1975)
- Toamna bobocilor (1975) - profesoara Mariella
- Cercul magic (1975)
- Dincolo de pod (1976) - Sida, fiica Marei
- Pălăria florentină (TV) (1976)
- Gorj, straveche tara noua (1976)
- Pintea (1976) - Iza
- Vooruzhyon i ochen opasen (1977) - Dolores Damfi
- Mînia (1978)
- Drumuri în cumpănă (1979)
- Dumbrava minunată (1980) - mama Lizucăi
- La răscrucea marilor furtuni (1980) - Maria Rosetti
- Ștefan Luchian (1981) - Cecilia
- Așteptînd un tren (1982)
- Întoarcerea din iad (1983) - Veronica
- Mireasma ploilor tîrzii (1985)
- Promisiuni (1985)
- Cuibul de viespi (1987) - Margareta („Margot”) Aldea
- Desene pe asfalt (1989)
- Un bulgăre de humă (1990) - Veronica Micle
- Campioana (1991)
- Undeva în Est (1991) - Stanca
- Predchuvstviye (1992)
- Ochii care nu se văd (1994) - Mara
- Vox Maris (1995)
- Șarpele (film TV, 1996) - vocea Dorinei
- Faimosul paparazzo (1999)
- Fii cu ochii pe fericire (1999)
- Binecuvântată fii, închisoare (2002) - Nicoleta Bruteanu
- Inocență furată (2006) - Angela
- Iubire ca în filme (2006) - mama lui Bogdan
- Dragoste de mamă (2006) - Doina
- Logodnicii din America (2007) - Sanda
- Doctori de mame (2008) - Letitia Zaharescu
- The Princess and the Frog aka Prințesa și Broscoiul (2010) - Eudora (voce)
- O luna in Thailanda (2012) - Elena
- Pop-Up (2015) - Nina
- Este de menționat faptul că a fost vocea în română a Eudorei, din filmul Prințesa și broscoiul (Princess and the Frog), iar în limba engleză, vocea personajului aparține lui Oprah Winfrey.
- Fals tratat de mântuire a sufletului (2018)
- Cardinalul (2019) - Otilia